# Magritte/Beste Regie

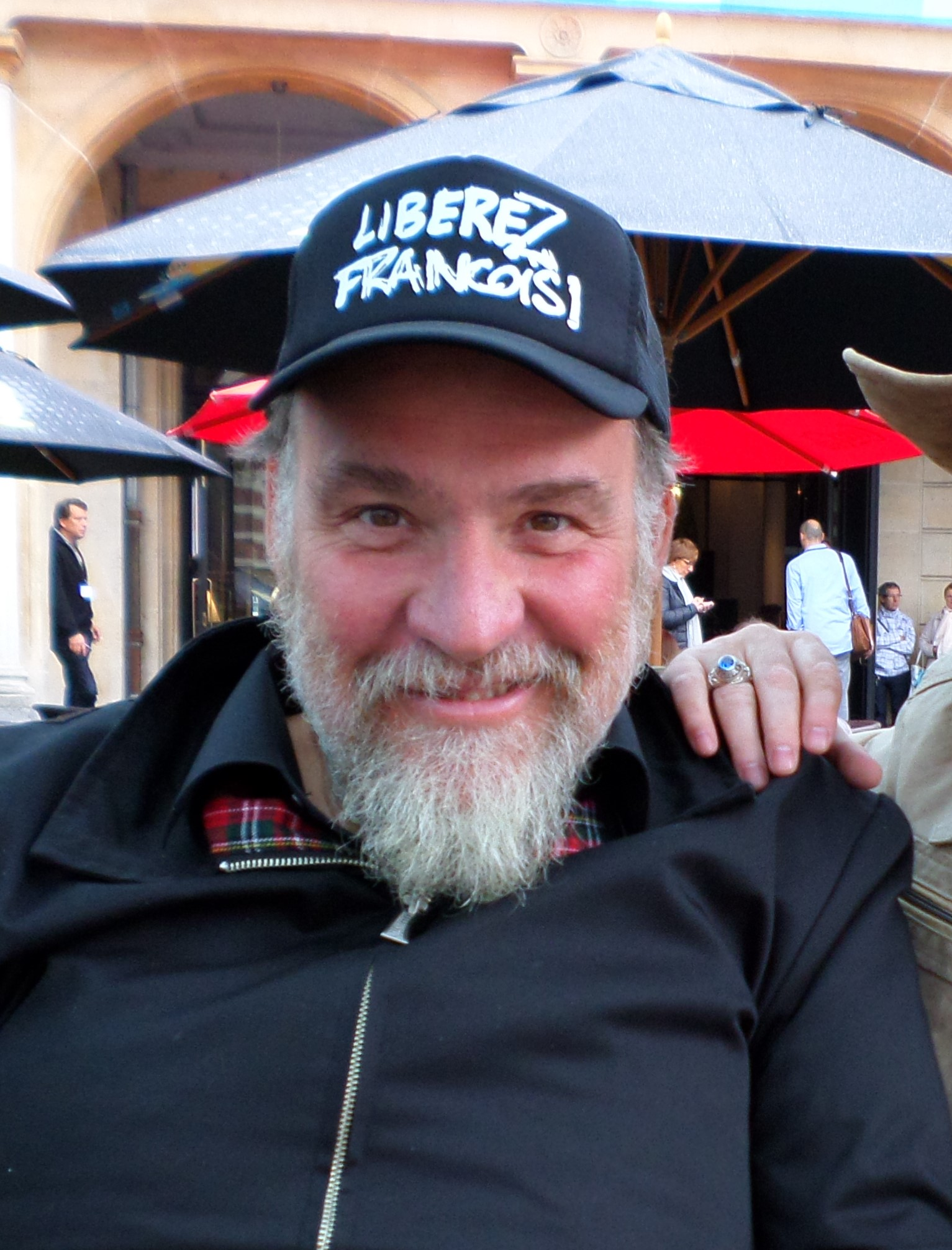
Der Preisträger von 2012, 2017 und 2023: Bouli Lanners (2013)

Gewinner und Nominierte des belgischen Filmpreises Magritte in der Kategorie Beste Regie (Meilleur réalisateur) seit der ersten Verleihung im Jahr 2011. Ausgezeichnet werden die besten Regisseure einheimischer Filmproduktionen des vergangenen Kinojahres.
| Statistik                          | Name                         | Anzahl | Jahr                    |
| ---------------------------------- | ---------------------------- | ------ | ----------------------- |
| Häufigste Auszeichnungen           | Bouli Lanners                | 3      | 2012, 2017, 2023        |
| Häufigste Nominierungen (* = Sieg) | Jean-Pierre und Luc Dardenne | 4      | 2012, 2015*, 2020, 2023 |
| Häufigste Nominierungen (* = Sieg) | Joachim Lafosse              | 4      | 2011, 2013*, 2017, 2022 |
| Häufigste Nominierungen ohne Sieg  | Nabil Ben Yadir              | 4      | 2011, 2015, 2018, 2023  |

Die unten aufgeführten Filme werden mit ihrem deutschen Verleihtitel (sofern vorhanden) angegeben, davor steht der Name des Regisseurs.

## 2010er Jahre
2011
Jaco Van Dormael – Mr. Nobody
- Joachim Lafosse – Privatunterricht (Élève libre)
- Olivier Masset-Depasse – Illegal (Illégal)
- Nabil Ben Yadir – Les barons

2012
Bouli Lanners – Kleine Riesen (Les géants)
- Dominique Abel, Fiona Gordon und Bruno Romy – Die Fee (La fée)
- Jean-Pierre und Luc Dardenne – Der Junge mit dem Fahrrad (Le gamin au vélo)
- Sam Garbarski – Vertraute Fremde (Quartier lointain)

2013
Joachim Lafosse – À perdre la raison
- Lucas Belvaux – 38 témoins
- François Pirot – Mobile Home
- Patrick Ridremont – Dead Man Talking

2014
Stéphane Aubier und Vincent Patar – Ernest & Célestine (Ernest et Célestine)
- Frédéric Fonteyne – Tango Libre (Tango libre)
- Sam Garbarski – Vijay und ich – Meine Frau geht fremd mit mir (Vijay and I)
- Vincent Lannoo – In the Name of the Son (Au nom du fils)

2015
Jean-Pierre und Luc Dardenne – Zwei Tage, eine Nacht (Deux jours, une nuit)
- Lucas Belvaux – Nicht mein Typ (Pas son genre)
- Yolande Moreau – Henri
- Nabil Ben Yadir – La marche

2016
Jaco Van Dormael – Das brandneue Testament (Le tout nouveau testament)
- Bernard Bellefroid – Melodys Baby (Melody)
- Savina Dellicour – Alle Katzen sind grau (Tous les chats sont gris)
- Fabrice Du Welz – Alleluia – Ein mörderisches Paar (Alleluia)

2017
Bouli Lanners – Das Ende ist erst der Anfang (Les premiers les derniers)
- Joachim Lafosse – Die Ökonomie der Liebe (L’économie du couple)
- Valéry Rosier – Parasol – Mallorca im Schatten (Parasol)
- Xavier Seron – Wenn ich es oft genug sage, wird es wahr! (Je me tue à le dire)

2018
Philippe Van Leeuw – Innen Leben (Insyriated)
- Lucas Belvaux – Das ist unser Land! (Chez nous)
- Stephan Streker – Noces
- Nabil Ben Yadir – Dode hoek

2019
Guillaume Senez – Unsere Kämpfe (Nos batailles)
- Hélène Cattet und Bruno Forzani – Leichen unter brennender Sonne (Laissez bronzer les cadavres)
- Olivier Meys – Bittere Blumen (Bitter Flowers)
- François Troukens und Jean-François Hensgens – Tueurs

## 2020er Jahre
2020
Olivier Masset-Depasse – Duelles
- Jean-Pierre und Luc Dardenne – Young Ahmed (Le jeune Ahmed)
- César Díaz – Nuestras madres
- Laurent Micheli – Lola und das Meer (Lola vers la mer)

2021
nicht vergeben

2022
Laura Wandel – Un monde
- Fabrice Du Welz – Adoration
- Joachim Lafosse – Die Ruhelosen (Les intranquilles)
- Ann Sirot und Raphaël Balboni – Madly in Life (Une vie démente)

2023
Bouli Lanners – Nobody Has to Know
- Jean-Pierre und Luc Dardenne – Tori et Lokita
- Julie Lecoustre und Emmanuel Marre – Zero Fucks Given – Lebe den Tag, liebe das Leben (Rien à foutre)
- Nabil Ben Yadir – Animals

2024
Emmanuelle Nicot – Dalva
- Baloji – Omen (Augure)
- Zeno Graton – Le Paradis
- Raphaël Balboni und Ann Sirot – Le syndrome des amours passées

2025
Michiel Blanchart – Night Call – Überlebe die Nacht (La nuit se traîne)
- Delphine Girard – Durch die Nacht (Quitter la nuit)
- Jawad Rhalib – Amal
- Paloma Sermon-Daï – Il pleut dans la maison